# 埃米尔·穆塔普契奇
埃米尔·穆塔普契奇（1960年5月27日—），波斯尼亚和黑塞哥维那男子篮球运动员。他曾代表南斯拉夫国家队参加1984年夏季奥林匹克运动会篮球比赛，获得一枚铜牌。